# Petite ou moyenne entreprise
Pour les articles homonymes, voir PME.
Une petite ou moyenne entreprise (ou PME) est une entreprise dont la taille, définie à partir du nombre d'employés, du bilan ou du chiffre d'affaires, ne dépasse pas certaines limites ; les définitions de ces limites diffèrent selon les pays.
L'Union européenne définit la « catégorie des micro, petites et moyennes entreprises (PME) » et, au sein de celle-ci, les petites entreprises et les microentreprises.
La règlementation française distingue les « microentreprises » de moins de 10 salariés (également appelées « très petites entreprises », ou « TPE »), les « petites et les moyennes entreprises » (PME) de 10 à 249 salariés, les « petites et moyennes entreprises industrielles » (PMI) de 20 à 479 salariés, les « entreprises de taille intermédiaire » (ETI) qui en comptent entre 250 et 4 999, et les « grandes entreprises » (GE) dont l'effectif est supérieur ou égal à 5 000.
Dans les pays anglo-saxons, on retrouve généralement le terme équivalent de « small and medium enterprises » (SME) en Europe ou dans les organismes internationaux, et « small and medium businesses » (SMB) aux États-Unis.

## Définitions par pays

### Union européenne
Le 6 mai 2003, l'Union européenne a adopté la recommandation 2003/361/CE fixant les définitions des entreprises en fonction de leur taille et de la nature des relations qu'elles entretiennent avec d'autres entreprises. Les définitions sont entrées en vigueur le 1er janvier 2005, en remplacement de celles de la recommandation 96/280/CE. Ces définitions utilisent les concepts d'entreprises autonomes, d'entreprises partenaires et d'entreprises liées afin de séparer les PME faisant partie d'un groupe des PME autonomes.
- « La catégorie des micro, petites et moyennes entreprises (PME) est constituée des entreprises qui occupent moins de 250 personnes et dont le chiffre d'affaires annuel n'excède pas 50 millions d'euros ou dont le total du bilan annuel n'excède pas 43 millions d'euros[4]. »
- « Dans la catégorie des PME, une petite entreprise est définie comme une entreprise qui occupe moins de 50 personnes et dont le chiffre d'affaires annuel ou le total du bilan annuel n'excède pas 10 millions d'euros. »
- « Dans la catégorie des PME, une microentreprise est définie comme une entreprise qui occupe moins de dix personnes et dont le chiffre d'affaires annuel ou le total du bilan annuel n'excède pas 2 millions d'euros. »

La recommandation précise que « l'effectif correspond au nombre d'unités de travail par année (UTA), c'est-à-dire au nombre de personnes ayant travaillé dans l'entreprise considérée ou pour le compte de cette entreprise à temps plein pendant toute l'année considérée. Le travail des personnes n'ayant pas travaillé toute l'année, ou ayant travaillé à temps partiel, quelle que soit sa durée, ou le travail saisonnier, est compté comme fractions d'UTA. »

#### Allemagne
En Allemagne, 99 % des entreprises sont considérées comme des PM. Elles fournissent près de 60 % des emplois et environ 82 % des apprentis y sont formés. En outre les PME allemande contribuent pour 35,5 % du chiffre d'affaires réalisé dans le pays.
Selon l'économiste allemand Hans H. Bass, « la recherche empirique sur les PME ainsi que les politiques de promotion des PME ont une longue tradition dans [Ouest] Allemagne, remontant au XIXe siècle. Jusqu'au milieu du XXe siècle la plupart des chercheurs réfléchit PME[Quoi ?] comme un obstacle à la poursuite du développement économique et des politiques PME ont donc été conçues dans le cadre des politiques sociales. Seuls les l'école ordolibéraliste, les pères fondateurs de l'Allemagne économie sociale de marché, ont découvert leurs forces, considérées comme des PME comme une solution aux problèmes économiques milieu du XXe siècle (le chômage de masse, abus de pouvoir économique), et jeté les bases de politiques industrielles (fonctionnelles) non sélectifs pour promouvoir les PME ».

#### Belgique
En Belgique, le « test PME » est un outil en ligne qui permet à une entreprise de savoir si elle est considérée comme une « petite et moyenne entreprise » (PME) ou comme une grande entreprise, au vu des critères de la recommandation européenne du 6 mai 2003 (ex. : selon le statut juridique de l'entreprise, son siège d'exploitation, son numéro actif à la Banque-Carrefour des Entreprises). Le résultat du test n'est cependant qu'indicatif (il peut ne pas être accepté par certaines institutions ou pour toutes les types d'aides aux entreprises).
L'une de ses utilités est de découvrir quelles aides publiques peut espérer une entreprise (par exemple en Région Wallonne).
En 2024, il est surtout utilisé en Wallonie.

#### France
L'article 51 de la loi de modernisation de l'économie « pour les besoins de l'analyse statistique et économique » donne une définition des PME. La catégorie des PME est constituée des entreprises qui d'une part, occupent moins de 250 personnes et, d'autre part, ont un chiffre d'affaires annuel n'excédant pas 50 millions d'euros ou un total du bilan n'excédant pas 43 millions d'euros. Les entreprises de moins de 5 000 salariés qui ne sont pas des PME sont des ETI.
La catégorie des microentreprises est incluse dans la catégorie des TPE. Elle est constituée des entreprises de moins de 10 personnes avec un chiffre d'affaires annuel ou un total du bilan n'excédant pas 2 millions d'euros maximum, le régime fiscal le plus favorable fixant ce maximum.
Les PME représentent plus des deux tiers de l’emploi en France. En 2012, 16 % des achats nationaux des grandes entreprises françaises étaient effectués auprès de PME.
En 2024, la notion de test PME peut aussi désigner un dispositif visant à évaluer les conséquences des nouvelles règlementations sur l'activité des PME, proposé parmi d'autres mesures de simplification administrative des entreprises, dispositif évoqué dans le contexte d'un projet de loi de simplification prévu par le gouvernement, appuyé par ", un document réalisé par quatre députés et une sénatrice, et visant à relancer la croissance,.

### Canada
Au Canada, une petite ou moyenne entreprise (PME) ne doit généralement pas employer plus de 500 personnes, ne doit pas avoir un actif supérieur à 25 millions de dollars et ne doit pas être détenue à plus de 25 % de son capital par une entreprise de plus grande importance.
Selon la Confédération générale des petites et moyennes entreprises, les PME se répartissent de la façon suivante : les petites entreprises sont celles qui regroupent de 5 à 50 salariés ; les moyennes entreprises se définissent de façon variable suivant le pays et le secteur d'activité, avec un maximum généralement fixé à 500 salariés.

### Côte d'Ivoire
En Côte d'Ivoire, avant janvier 2012, il n’existait pas de texte juridique clair définissant la notion de PME. Désormais, la loi en Côte d’Ivoire subdivise et définit les PME en trois groupes :
- la microentreprise est définie comme une entreprise qui emploie en permanence moins de 10 personnes ou qui réalise un chiffre d’affaires annuel hors taxes inférieur ou égal à 30 millions de francs CFA ;
- les petites entreprises, définies comme une entreprise qui emploie en permanence moins de 50 personnes ou qui réalise un chiffre d’affaires annuel hors taxes supérieur à 30 millions de francs CFA et inférieur ou égal à 150 millions de francs CFA ;
- les moyennes entreprises, définies comme une entreprise qui emploie en permanence moins de 200 personnes, ou bien réalisant un chiffre d’affaires annuel hors taxes supérieur à 150 millions de francs CFA et inférieur ou égal à 1 milliard de francs CFA.

Dans le cas des PME, les salariés pris en compte doivent être engagés à temps plein, être bénéficiaires d’un contrat de travail et déclarés à la caisse nationale de prévoyance sociale. Les PME ivoiriennes bénéficient depuis 2011 d'allègements de charges de la part de l’État et d'aides à l'accès au crédit. En Côte d'Ivoire, les PME représentent plus de 98 % des entreprises recensées, et contribuent à hauteur de 18 % au produit intérieur brut.

### Maroc
Au Maroc, il n'y a pas non plus de définition légale et officielle de la PME. À l’instar des institutions internationales, la sous-commission chargée de la PME dans le cadre du Plan de Développement Économique et Social 2000-2004, a retenu les critères suivants pour la définition de celle-ci : 
- Moins de 200 personnes comme effectif employé ;
- Un chiffre d'affaires inférieur à 4 millions de DH en phase de création, à 20 millions de DH pour la phase de croissance et à 50 millions de DH pour la phase de maturité.

### Suisse
En Suisse, l'Office fédéral de la statistique définit les petites et moyennes entreprises comme des entreprises de moins de 250 employés. Les catégories sont les suivantes :
- Microentreprises : 1 à 9 employés ;
- Petites entreprises : 10 à 49 employés ;
- Moyennes entreprises : 50 à 249 employés ;
- Grandes entreprises : 250 employés ou plus.

### Tunisie
Il n'existe pas de définition unique de la PME en Tunisie. Les critères retenus diffèrent selon les textes législatifs ou réglementaires instituant les dispositifs d'aides à la PME.
Le Répertoire national des entreprises (RNE), tenu par l'institut national de la statistique (INS), a adopté, pour les besoins statistiques, la définition suivante :
- Micro entreprises : unités employant moins de 6 salariés ;
- Petites entreprises : unités employant entre 6 et 49 salariés ;
- Moyennes entreprises : unités employant entre 50 et 199 salariés ;
- Grandes entreprises : unités employant plus que 200 salariés.

Cependant, d'autres définitions sont prévues dans différents cadres juridiques, tels que :
- Loi d'investissement : Le décret no 2017-389 relatif aux incitations financières au profit des investissements réalisés dans le cadre de la loi de l'investissement, où les PME sont définies comme toute entreprise dont le volume d'investissement ne dépasse pas 15 millions de dinars soit environ 5,1 millions USD (y compris les investissements d'expansion et les fonds de roulement)[20].
- Marché financier : Le Conseil du marché financier[21] a proposé une définition des PME à travers son communiqué no 2588 du 3 mai 2006[22]. Cette définition se repose sur deux critères qui sont les actifs immobilisés nets et l'effectif de l'entreprise. Dans le cadre de cette définition, le terme « actifs immobilisés nets » englobe les immobilisations incorporelles, les immobilisations corporelles et les immobilisations financières. Selon ce communiqué, sont considérées comme petites et moyennes entreprises les entreprises qui vérifient à la fois les deux conditions suivantes :

1. Les actifs immobilisés nets ne dépassent pas les quatre millions de dinars ;
2. L'effectif total de l'entreprise est en dessous de 200 personnes.

- Marchés publics : Le décret no 2014-1039 du 13 mars 2014, portant réglementation des marchés publics (DMP)[23], prévoit dans son article 20 une définition spécifique des petites entreprises, basée sur le chiffre d'affaires et le volume d'investissement de l'entreprise, en fonction de son secteur d'activité. Cette définition s'applique aux entreprises dont le capital n'est pas détenu à plus de 25 % par des sociétés qui ne sont pas des petites entreprises. La définition des moyennes entreprises est prévue dans un autre article (article 94) relatif aux avances. Les deux définitions ne couvrent pas exactement les mêmes catégories en lien avec l'objet du marché.

- Le bénéfice de la dotation de soutien à la restructuration financière des PME : Le Décret gouvernemental no 2018-324 du 29 mars 2018[24], précise que les PME peuvent bénéficier d'une dotation de soutien à la restructuration financière en application de l'article 14 de la loi no 2017-66 du 18 décembre 2017, portant loi de finances pour l'année 2018 . Peut bénéficier de cette dotation toute petite et moyenne entreprise dont la valeur des actifs immobilisés bruts varie entre 100 000 et 15 millions de dinars à l'exception des entreprises exerçant dans le secteur du commerce, le secteur de la promotion immobilière, le secteur financier et le secteur des hydrocarbures.

## Spécificités des PME
Les PME jouent un rôle primordial dans la création d'emplois dans de nombreux pays : D'après l'OCDE les PME représentent, suivant les pays, entre 95 % et 99 % des entreprises et entre 60 % et 70 % des créations nettes d'emploi. À l'échelle mondiale, les PME représentent 90 % de toutes les entreprises et plus de 50 % de tous les emplois. Dans l'UE, 99 % de toutes les entreprises sont des PME.

### Accès aux marchés publics
Aux États-Unis, les PME bénéficient de mesures de protectionnisme, via un accès facilité aux marchés publics, depuis le Small Business Act de 1953[réf. nécessaire].
Il n'existe pas de mesure similaire dans l'Union européenne, en raison de la volonté de ne pas fausser la concurrence en France.